# 愛知トヨタ自動車
座標: 北緯35度8分22.6秒 東経136度55分4.3秒 / 北緯35.139611度 東経136.917861度
愛知トヨタ自動車株式会社（あいちトヨタじどうしゃ、Aichi Toyota Motor Co., Ltd.）は、愛知県を主な販売エリアとするトヨタ自動車（販売チャネル／トヨタ店およびレクサス店）の正規ディーラーである。通称は愛知トヨタ。
同社を母体とする持株会社株式会社ATグループ（エィティグループ）も、本項で記述する。

## 愛知トヨタの概要
愛知トヨタの前身「日の出モータース」は、日本ゼネラル・モータース（日本GM）の愛知県総代理店であった。
トヨタ自動車工業の前身となる豊田自動織機製作所自動車部が本格的に自動車生産へ乗り出した当時、日本GMを退職して1935年（昭和10年）10月に豊田自動織機製作所へ入社した神谷正太郎は、豊田喜一郎から自動車の販売網拡大を一任されていた。全国規模の販売網形成を模索する中で神谷は、GM時代に懇意にしていた山口昇が支配人を務める「日の出モータース」にトヨタ車販売代理店へ転向を打診した。山口は神谷の申出を承諾して同年11月にGM系車種の販売権を返上し、豊田自動織機専属の代理店としてトヨタ販売チャンネル（トヨタ店）の第1号となる。
のちに社名を「名古屋トヨタ販売」とするが、1942年（昭和17年）11月に「自動車販売は1県1社を原則とする」戦時統制で、日産自動車販売名古屋支店など愛知県内の自動車販売会社と合併して「愛知縣自動車配給」を設立する。これを現在の会社の発足としている。太平洋戦争後に配給制度が廃止されると、1946年（昭和21年）9月にトヨタ自動車工業と契約してトヨタディーラーとして営業を再開し、社名を「愛知トヨタ販売」とする。1948年（昭和23年）に社名を「愛知トヨタ自動車」に改めた。
トヨタの対米輸出第一号車の輸出業務を手掛けるなど、トヨタの販売の黎明期を支えた有力企業としてトヨタ系独立ディーラーで上位を売上る。
店舗には通常の「トヨタ店」の他、レクサスを扱う「レクサス店」（愛知県内6店舗の他、静岡県浜松市に1店舗）、「フォルクスワーゲン店（旧・DUO）」、中古車専門店「carat（キャラット）」、クラウンシリーズのみを扱う専門店「THE CROWN 愛知高辻」がある。事業所数は101か所。
2011年（平成23年）に初開催された「プリウスカップ」全国大会で2011年（第1回）、2013年（第2回）、2016年（第3回）と3連覇を達成している。
2015年（平成27年）の創業80周年を契機とし、SKE48とコラボレーション企画（テレビCMなど）展開を始めた。トヨタ自動車自体はAKB48 Team8のスポンサーとなっている。
トヨタブランド販売店の全車種取り扱い化に伴い、2023年（令和5年）5月、グループ傘下のトヨタカローラ愛豊・ネッツトヨタ愛知・ネッツトヨタ東海も統合し、「新生」愛知トヨタとして営業を開始した。

## 沿革
- 1935年（昭和10年）
  - 9月 - 前身にあたる日の出モータースが、トヨタの販売店として承諾。
  - 11月 - 日本GMの自動車販売権を返上。
  - 12月 - トヨタの第1号車を販売。
- 1942年（昭和17年）11月2日 - 愛知県自動車配給株式会社として設立。
- 1948年（昭和23年）8月 - 愛知トヨタ自動車株式会社（初代）に商号を変更。
- 1961年（昭和36年）10月 - 名古屋証券取引所市場第二部に株式を上場。
- 2006年（平成18年）12月13日 - 子会社として株式会社ATグループを設立。
- 2007年（平成19年）4月1日 - 純粋持株会社体制へ移行。愛知トヨタ自動車（初代）は株式会社ATグループに商号を変更。株式会社ATグループは愛知トヨタ自動車株式会社（2代目）に商号変更し、事業を継承。
- 2022年（令和4年）
  - 5月 - 2023年（令和5年）5月をめどに愛知トヨタ・トヨタカローラ愛豊・ネッツトヨタ愛知・ネッツトヨタ東海の4社を、愛知トヨタEAST・愛知トヨタWESTとして統合再編すると発表[3]。
  - 6月 - 名古屋証券取引所メイン市場上場廃止。
  - 11月22日 - 統合の前準備として、ATグループ傘下の新規法人として愛知トヨタWEST株式会社[4]および愛知トヨタEAST株式会社[5]を設立。
- 2023年（令和5年）
  - 5月1日  - 愛知トヨタ・トヨタカローラ愛豊・ネッツトヨタ愛知・ネッツトヨタ東海の4社を愛知トヨタEASTと愛知トヨタWESTに分割、株式会社ATグループに吸収合併し解散とする。
  - 5月16日  - 旧4社の店舗の屋号はすべて「愛知トヨタ」となる。愛知トヨタEASTと愛知トヨタWESTで営業エリアの愛知県を東西で分割して統括する。

## ATグループ
旧愛知トヨタは2007年（平成19年）4月1日に関連会社12社を包括する純粋持株会社「株式会社ATグループ」へ移行した。新愛知トヨタは傘下の会社として新たに設立された。
名古屋証券取引所単独上場であったが、2022年（令和4年）2月4日に経営陣によるMBOを実施して上場を廃止すると発表し、3月30日付で株式会社日の出が議決権所有割合ベースで84.78%の株式を取得した。2022年6月14日に上場廃止となり、6月16日付けで株式併合により株主が株式会社日の出ほか2名となった。

### 子会社概要

#### 現関連会社
- 愛知トヨタEAST
- 愛知トヨタWEST
- トヨタレンタリース愛知
- トヨタL&F中部
- トヨタホーム愛知（トヨタホーム）
- 愛知スズキ販売（スズキの販売ディーラー）
- アトコ（クラウン自動車学校などを経営）
- トヨタ情報システム愛知
- 愛知クレジットサービス
- ATビジネス

#### 元関連会社
- トヨタ部品愛知共販（現在のトヨタモビリティパーツ愛知支社。かつての持分法適用会社）
- トヨタカローラ愛豊（トヨタカローラ店。かつて存在していた名古屋トヨタディーゼル→トヨタカローラ名都を吸収している）
- ネッツトヨタ愛知（ネッツ店）
- ネッツトヨタ東海（ネッツトヨタ店、旧称・トヨタビスタ愛知（トヨタビスタ店））
- 愛知トヨタ

## ドラゴンズ・クラウン賞とグランパス・ランクル賞
その年に最も活躍した中日ドラゴンズの選手を中日スポーツ読者による投票によって決める「ドラゴンズクラウン賞」に協賛及び商品のクラウンの提供を行っている（2019年（令和元年）現在は「クラウンハイブリッドRSADVANCE」）。制定は1982年（昭和57年）。当時現役選手の星野仙一が愛知トヨタの社長に提案した。
名古屋グランパス選手に対しても同様の「グランパス・ランクル賞」があり、選手はランドクルーザー（J2に降格した2017年（平成29年）のみはランドクルーザープラド）が贈られる。制定は1995年（平成7年）。2023年からグランパスクラウン賞に変更し、投票したファンの中から抽選で各1名にプリウス（クラウン賞）C-HR（ランクル賞）が贈られる。以前はカリーナやアクアが贈呈された。自動車の授与は、愛知県内居住の普通自動車免許取得者のみ対象としている。

## 不祥事
- 2020年（令和2年）12月22日、同社の「ネッツトヨタ愛知 プラザ豊橋」（現・愛知トヨタ 豊橋新栄店）は、国土交通省中部運輸局愛知運輸支局により監査を受けた。継続検査（車検）に関わった同店の自動車検査員に確認して、指定自動車整備事業における道路運送車両法違反が判明した。同運輸局自動車技術安全部は2021年（令和3年）3月30日付で自動車整備事業の指定取り消しと整備士8人のうち不正に関与した7人に自動車検査員を解任命じ、同店を行政処分した[11][12][13]。

同店は検査能力を超える過大な入場が常態化して「45分車検」の時間内で作業が終了せず、検査員の独断で一部の検査を省いた。2018年（平成30年）12月22日から2021年（令和3年）1月13日まで同店で検査を受けた5,158台が該当する。
- 2024年8月9日に封印取付け業務で使用済み封印の再利用をし、国土交通省中部運輸局から封印取付け委託を6か月停止処分された[17][18][19]。委託停止期間中は、行政書士の協力で封印取付けに対応する[19]。